# Cozze allo zafferano
Le cozze allo zafferano sono un piatto tipico della cucina abruzzese.

## Ricetta
Sono classiche cozze cotte preparate con prezzemolo, cipolla, alloro, vino bianco, olio d'oliva e condite con salsa allo zafferano dell'Aquila.